# Dumitru Pavlovici
Dumitru Pavlovici (Timișoara, 26 d'abril de 1912 - 28 de setembre de 1993) fou un futbolista romanès de les dècades de 1930 i 1940.
Disputà 18 partits amb la selecció de futbol de Romania, amb la qual participà en el Mundial de 1938. Pel que fa a clubs, defensà els colors del Ripensia Timişoara.